# Gerolamo Maglione
Gerolamo Maglione (Napoli, 2 maggio 1814 – Napoli, 10 aprile 1895) è stato un politico italiano.